# Valburg
Valburg est un village situé dans la commune néerlandaise d'Overbetuwe, dans la province de Gueldre. Le 1er janvier 2008, le village comptait 1 685 habitants.
Commune indépendante jusqu'au 1er janvier 2001, Valburg fusionne alors avec Heteren et Elst pour fonder la nouvelle commune d'Overbetuwe.

## Galerie

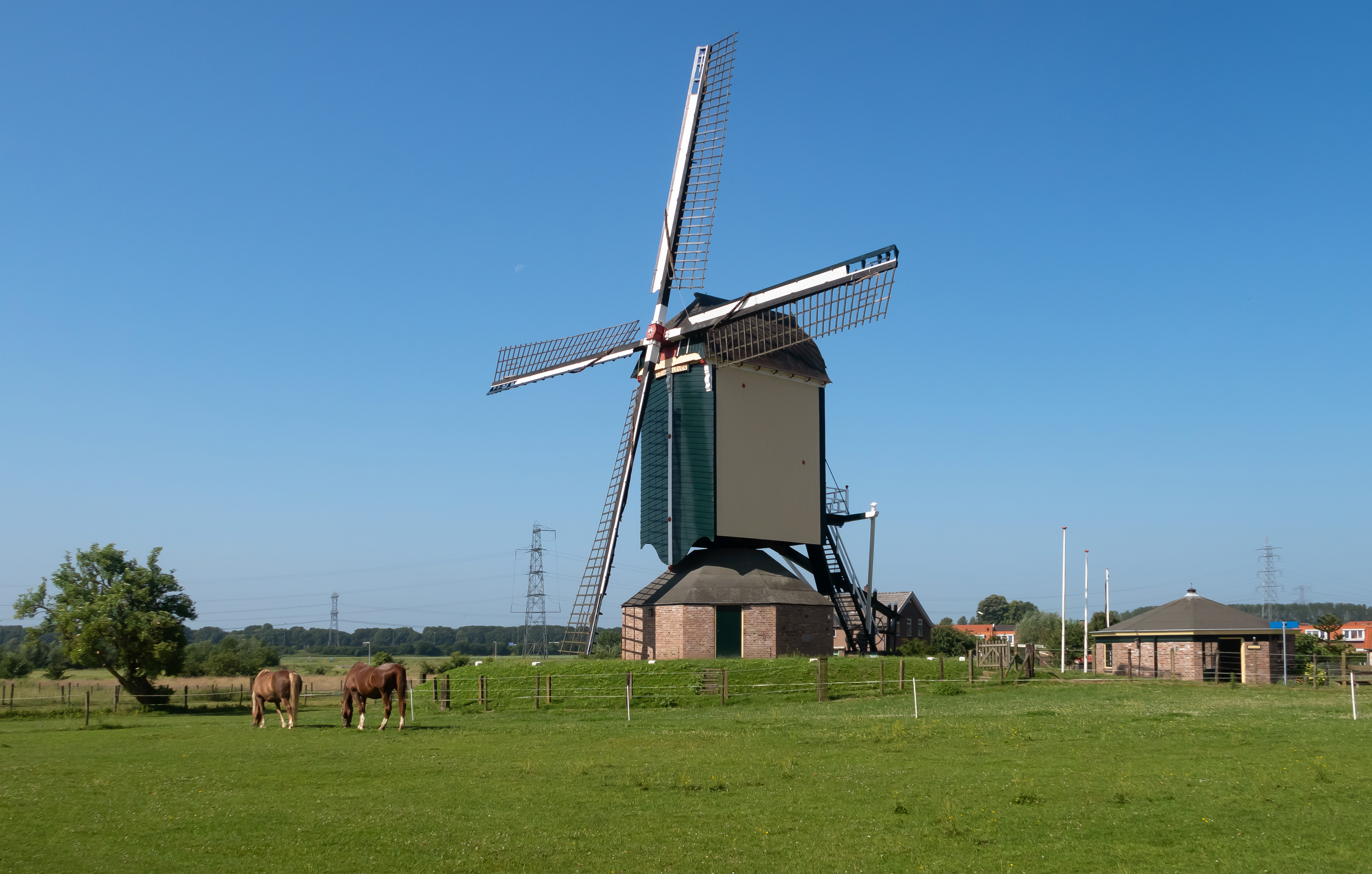
Valburg, le moulin: molen Nieuw Leven
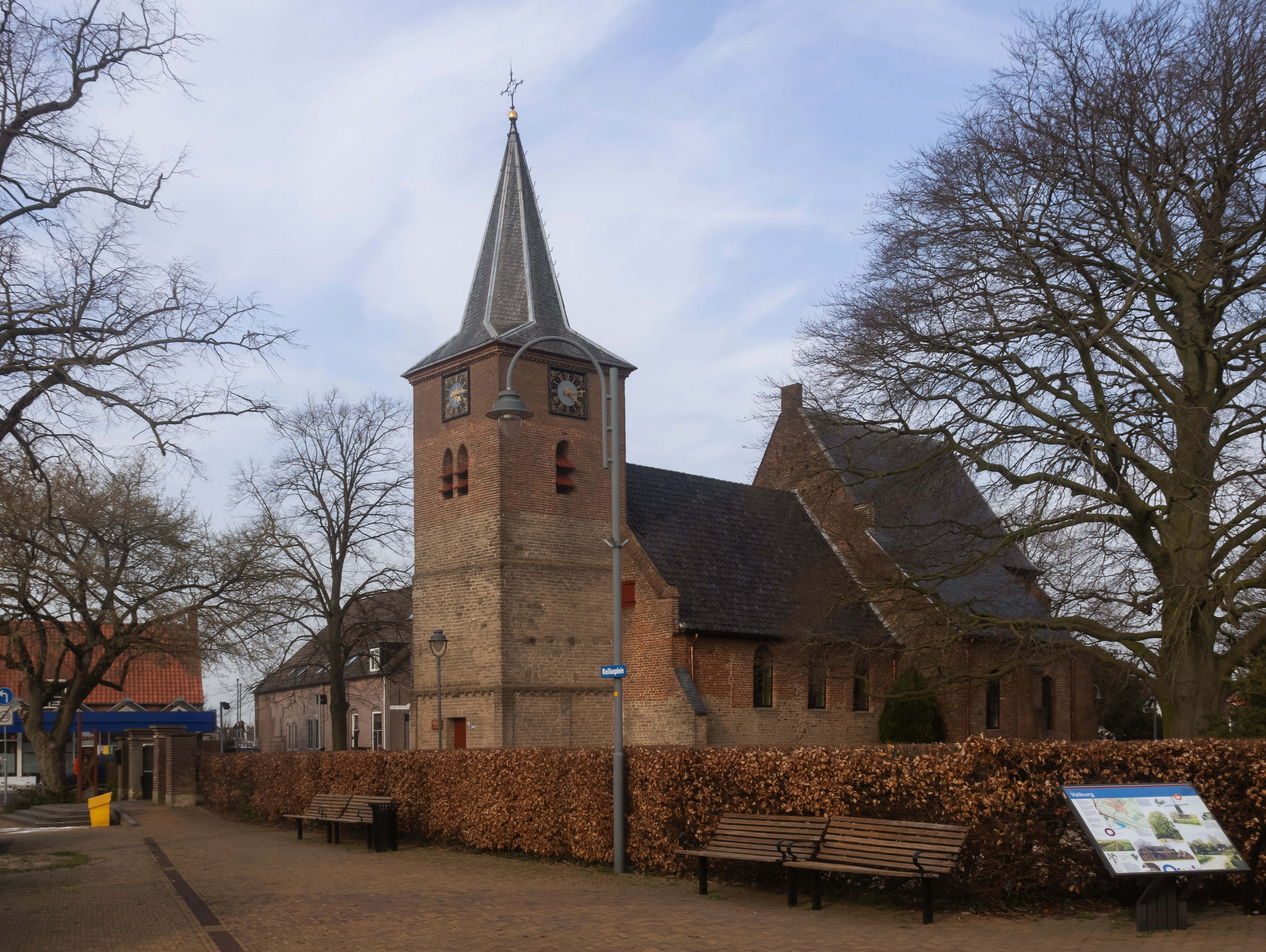
Valburg, l'église protestante
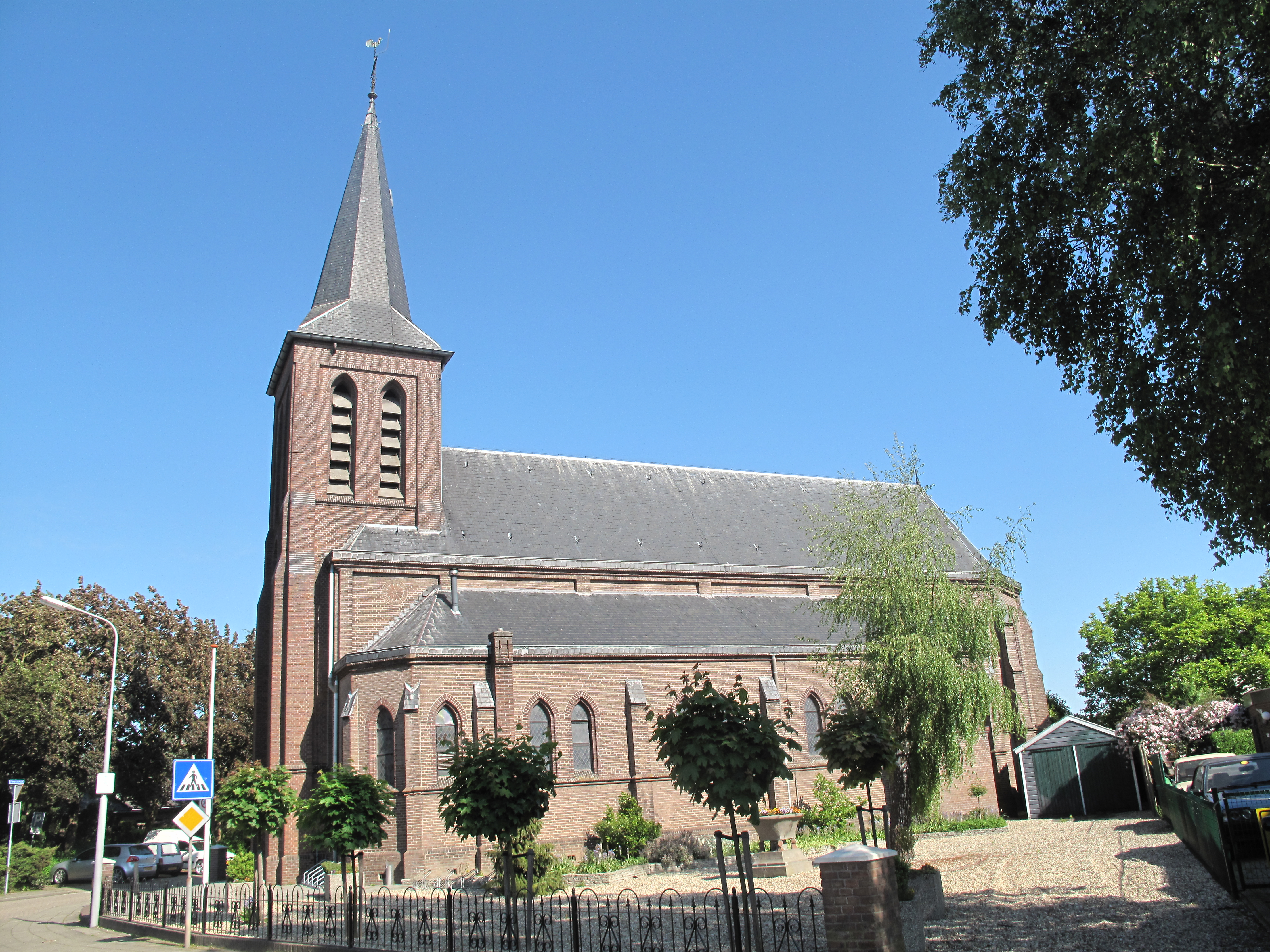
Valburg, l'église: de Jacobuskerk
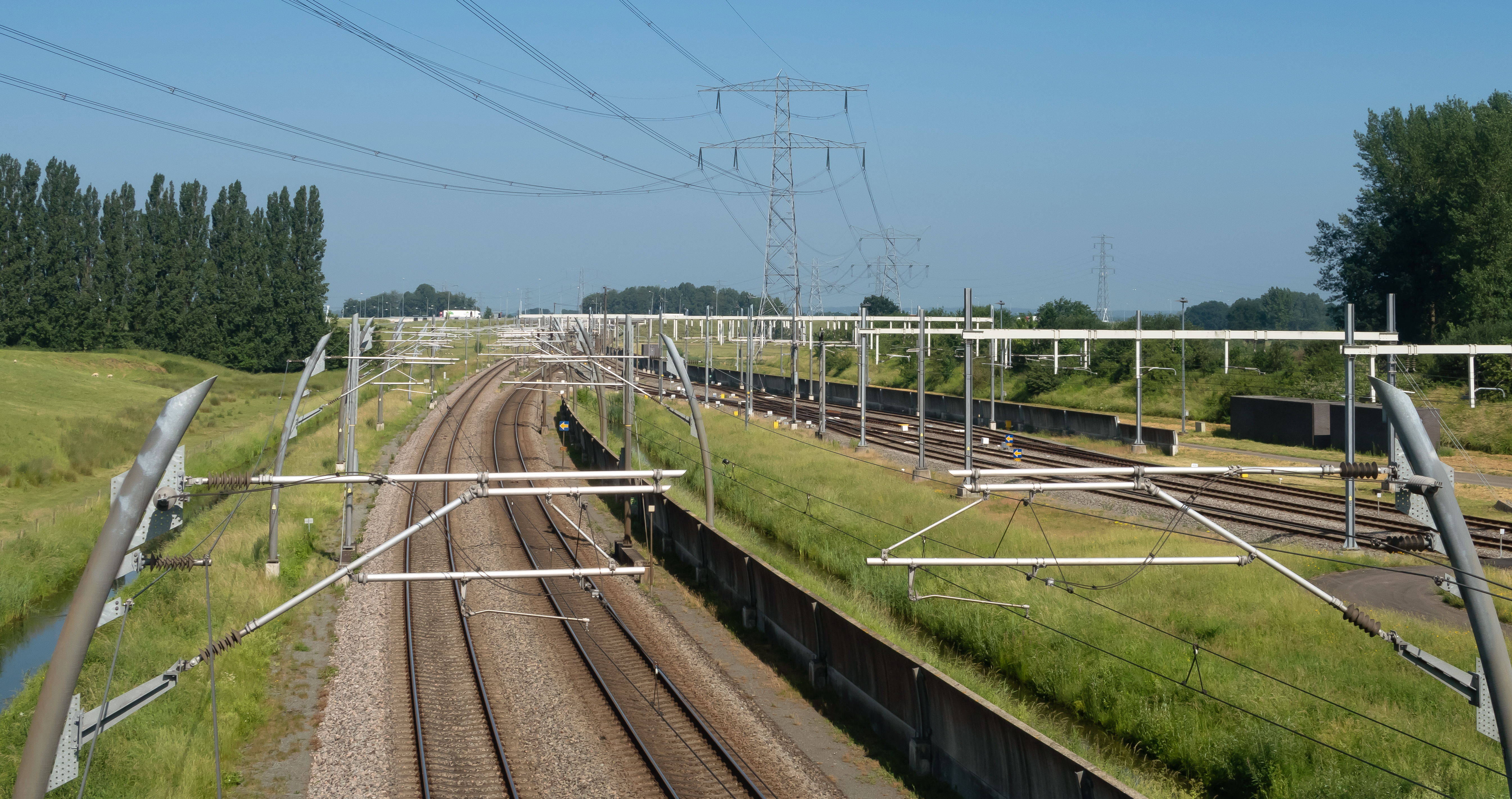
Valburg, la Ligne de la Betuwe depuis le viaduc de chemin de fer